# Lambres-lez-Douai
 Lambres-lez-Douai  là một xã ở tỉnh Nord trong vùng Hauts-de-France, Pháp.